# Masticophis flagellum
Masticophis flagellum é uma espécie de cobra não venenosa da família Colubridae, endêmica dos Estados Unidos e do México. Seis subespécies são reconhecidas, incluindo a subespécie nominal.

## Taxonomia

### Etimologia
O nome genérico, Masticophis, deriva do grego mastix, que significa "chicote", e ophis, que significa "serpente", em referência à aparência trançada da cauda. O nome subespecífico, ruddocki, homenageia o Dr. John C. Ruddock, diretor médico da Richfield Oil Corporation.

### Subespécies
Seis subespécies de Masticophis flagellum são reconhecidas como válidas, incluindo a subespécie nominal.
| Imagem | Subespécie                               | Nome comum (em inglês)   |
| ------ | ---------------------------------------- | ------------------------ |
|        | M. f. cingulum Lowe [en] & Woodin, 1954  | Sonoran coachwhip        |
|        | M. f. flagellum [en] (Shaw, 1802)        | Eastern coachwhip        |
|        | M. f. lineatulus H.M. Smith [en], 1941   | Lined coachwhip          |
|        | M. f. piceus (Cope, 1892)                | Red coachwhip, red racer |
|        | M. f. ruddocki Brattstrom & Warren, 1953 | San Joaquin coachwhip    |
|        | M. f. testaceus (Say, 1823)              | Western coachwhip        |

- Nota bene: Uma autoridade trinomial entre parênteses indica que a subespécie foi originalmente descrita em um gênero diferente de Masticophis.

## Descrição

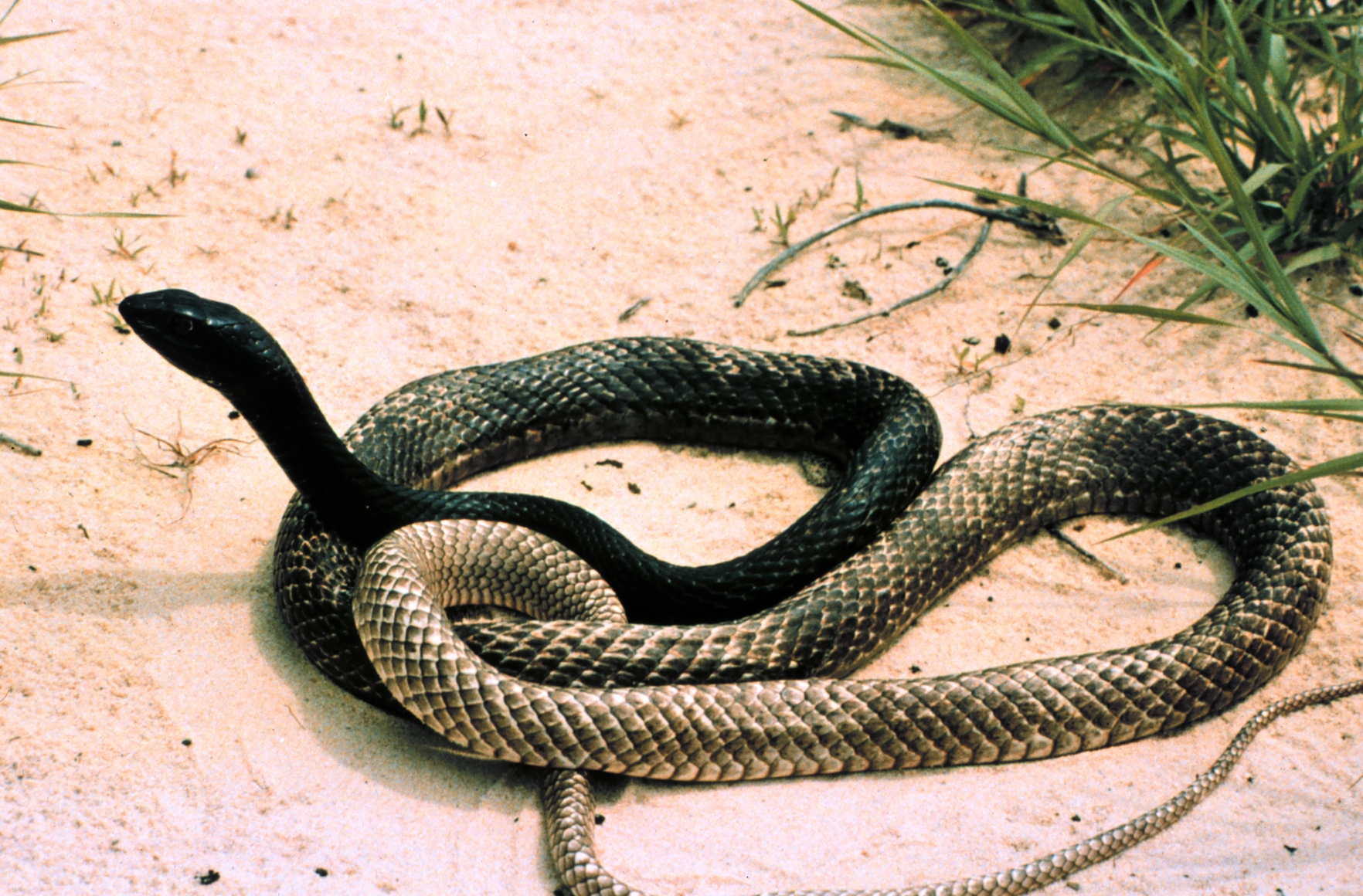
M. f. flagellum, Reserva Nacional de Pesquisa Estuarina de Weeks Bay, Alabama.

As Masticophis flagellum são serpentes de corpo esguio, com cabeças pequenas e olhos grandes com pupilas redondas. Elas variam muito em coloração, mas a maioria exibe uma camuflagem adequada ao seu habitat natural. A subespécie M. f. testaceus geralmente apresenta tons de marrom claro com manchas marrons mais escuras, mas em áreas do oeste do Texas, onde o solo é rosado, as cobras também têm coloração rosada. A M. f. piceus recebeu seu nome comum devido à presença frequente, mas não constante, de tons avermelhados em sua coloração. As escamas são dispostas de forma que, à primeira vista, a serpente parece trançada. As subespécies podem ser difíceis de distinguir em áreas onde suas distribuições se sobrepõem. Adultos comumente atingem comprimentos de 127 a 183 cm (incluindo a cauda). O maior espécime registrado, da subespécie Masticophis flagellum flagellum [en], media 259 cm de comprimento total. Espécimes jovens, com pouco mais de 100 cm de comprimento, pesavam entre 180 e 675 g, enquanto adultos maduros de grande porte, medindo de 163 a 235 cm, pesavam entre 1,2 e 1,8 kg.

## Distribuição e habitat
As Masticophis flagellum estão distribuídas por todo o sul dos Estados Unidos, de costa a costa, e também na metade norte do México.
Elas são comumente encontradas em áreas abertas com solo arenoso, florestas de pinheiros abertas, campos abandonados e pradarias. Prosperam em áreas de savana arenosa e dunas costeiras. No leste do Texas, preferem savanas de carvalhos.

## Comportamento

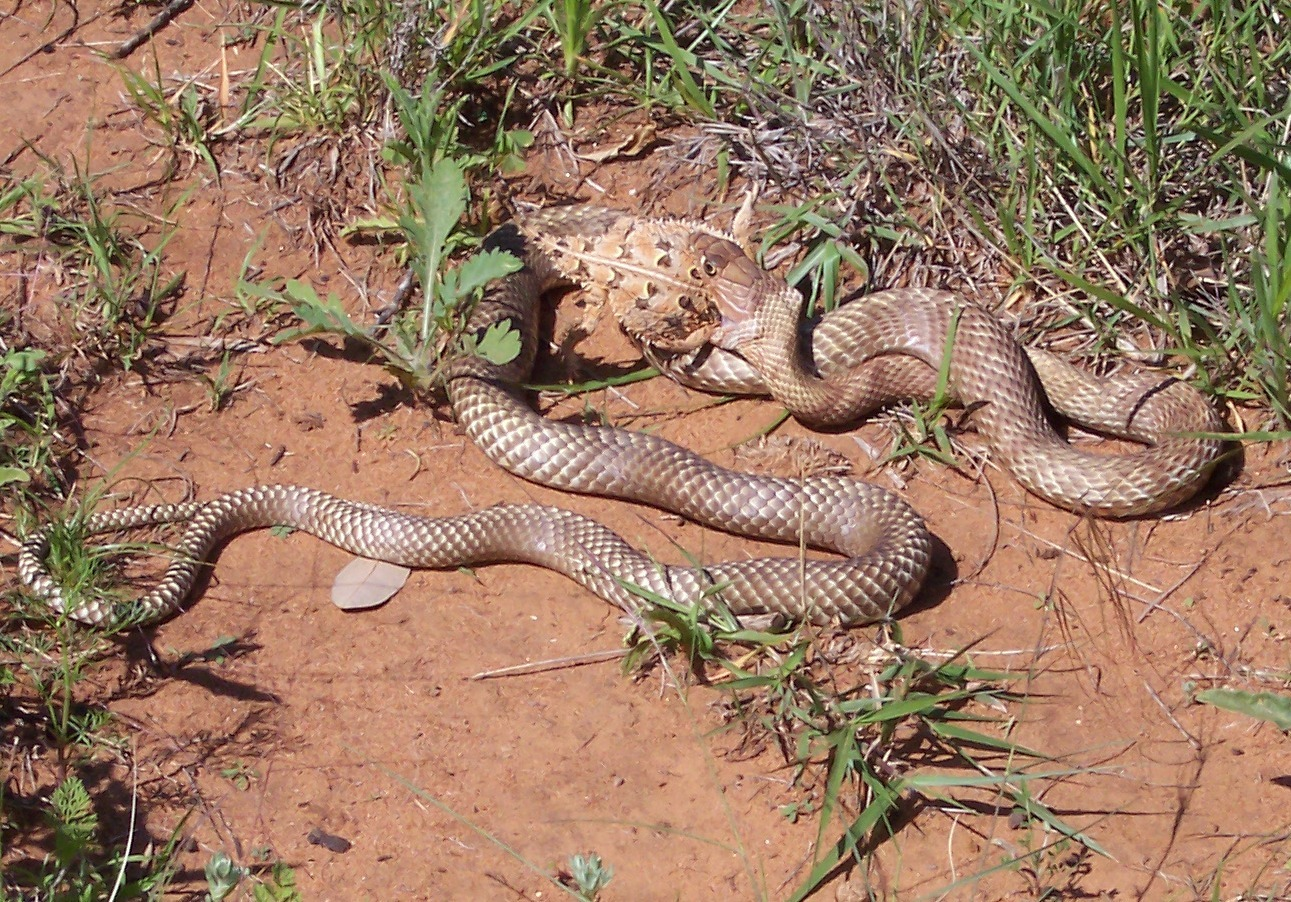
Cobra-chicote-ocidental (M. f. testaceus) alimentando-se de um lagarto-chifrudo-do-Texas.

As Masticophis flagellum são diurnas e caçam ativamente lagartos, pequenas aves e roedores. Elas não discriminam o tamanho da presa, sendo caçadoras oportunistas. São descritas como predadoras do tipo "sentar-e-esperar" ou caçadoras de emboscada. Subjugam suas presas segurando-as com as mandíbulas, sem utilizar constrição. São sensíveis a possíveis ameaças, frequentemente fugindo ao primeiro sinal de perigo e podendo morder se acuadas. Suas mordidas podem ser dolorosas, mas são geralmente inofensivas, a menos que infectem, como qualquer ferida. São serpentes curiosas, com boa visão, e às vezes erguem a cabeça acima da vegetação ou rochas para observar os arredores. São extremamente rápidas, capazes de se mover a até 6,4 km/h.

## Mitos
O principal mito sobre as Masticophis flagellum é que elas perseguem pessoas, provavelmente devido a ambas, serpente e pessoa, estarem assustadas e fugirem na mesma direção. Por serem rápidas, muitas vezes mais velozes que humanos, podem parecer agressivas se movem em direção à pessoa.

## Galeria

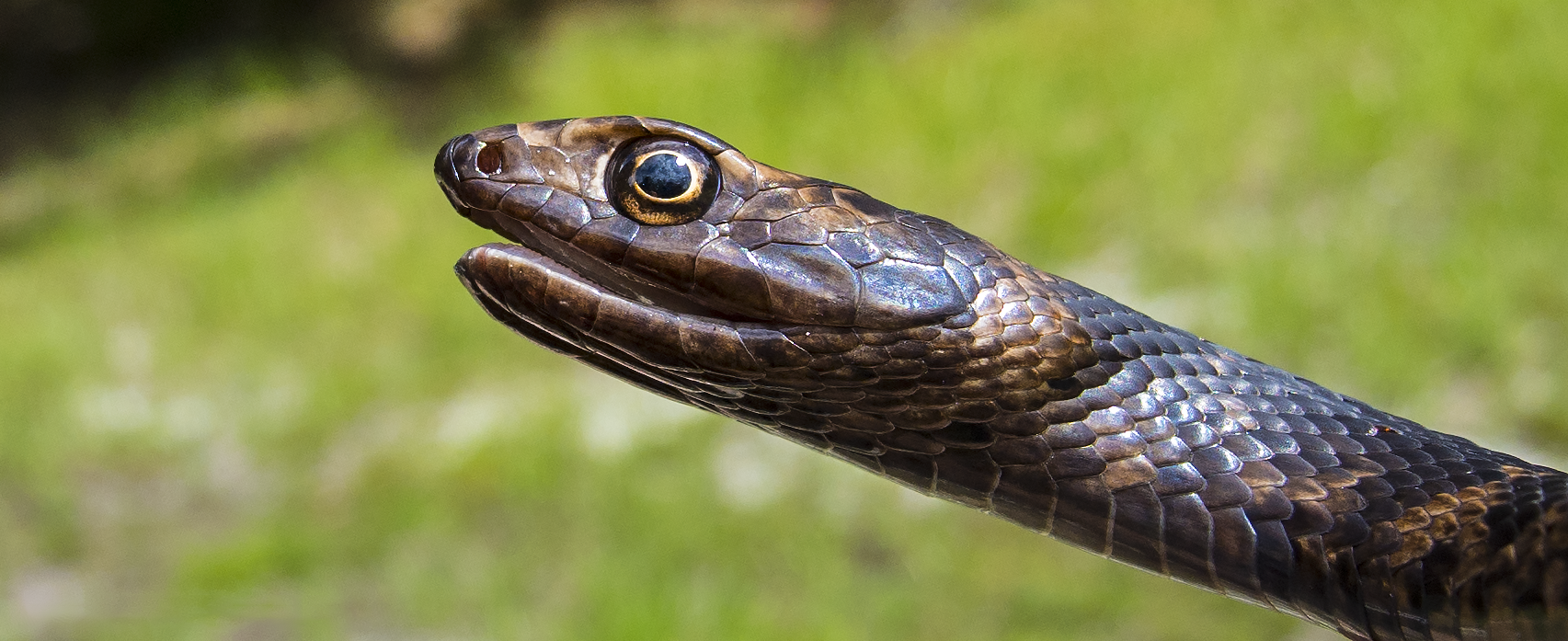
Cabeça de uma M. f. flagellum, Flórida
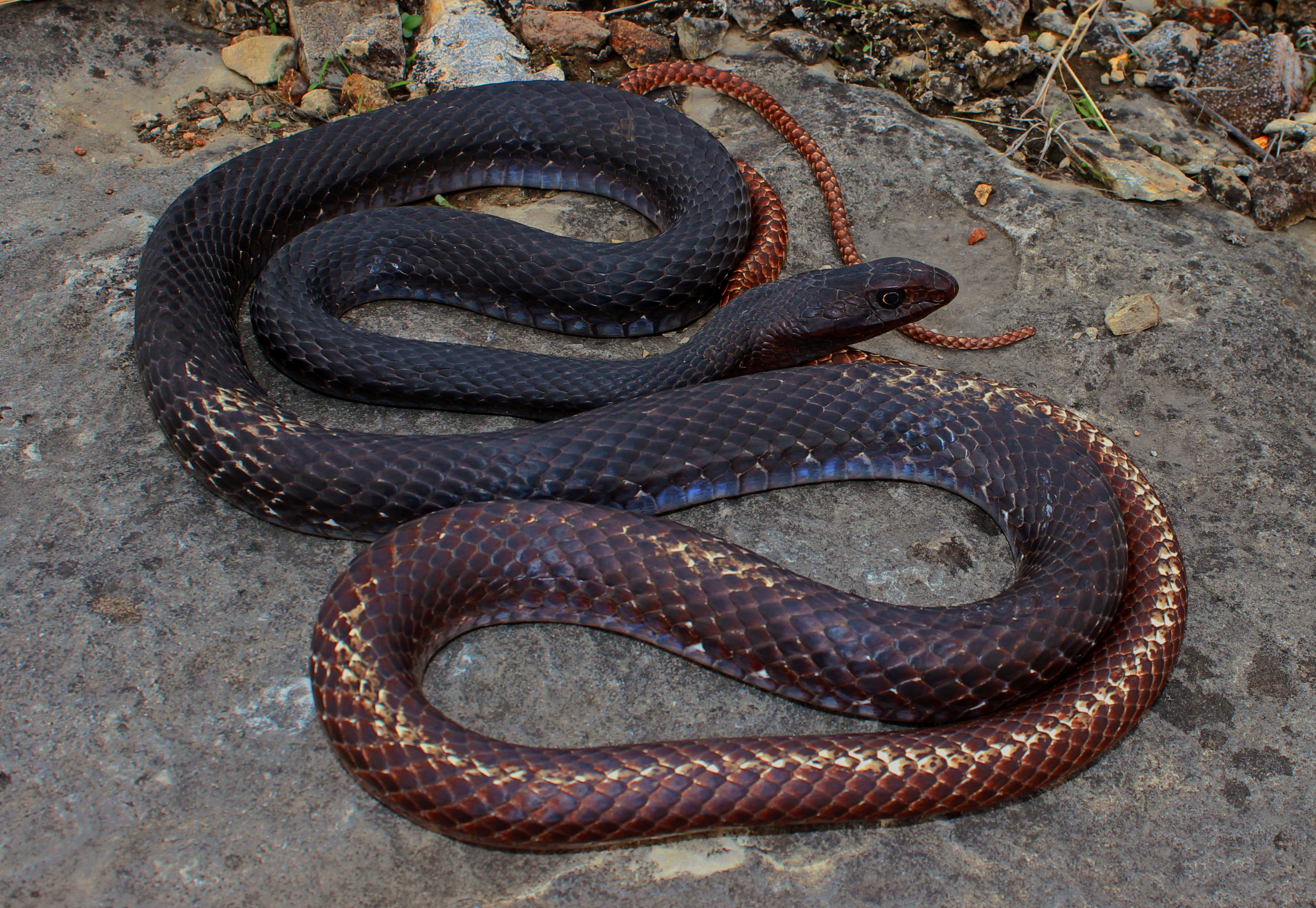
M. f. flagellum, Condado de St. Genevieve, Missouri
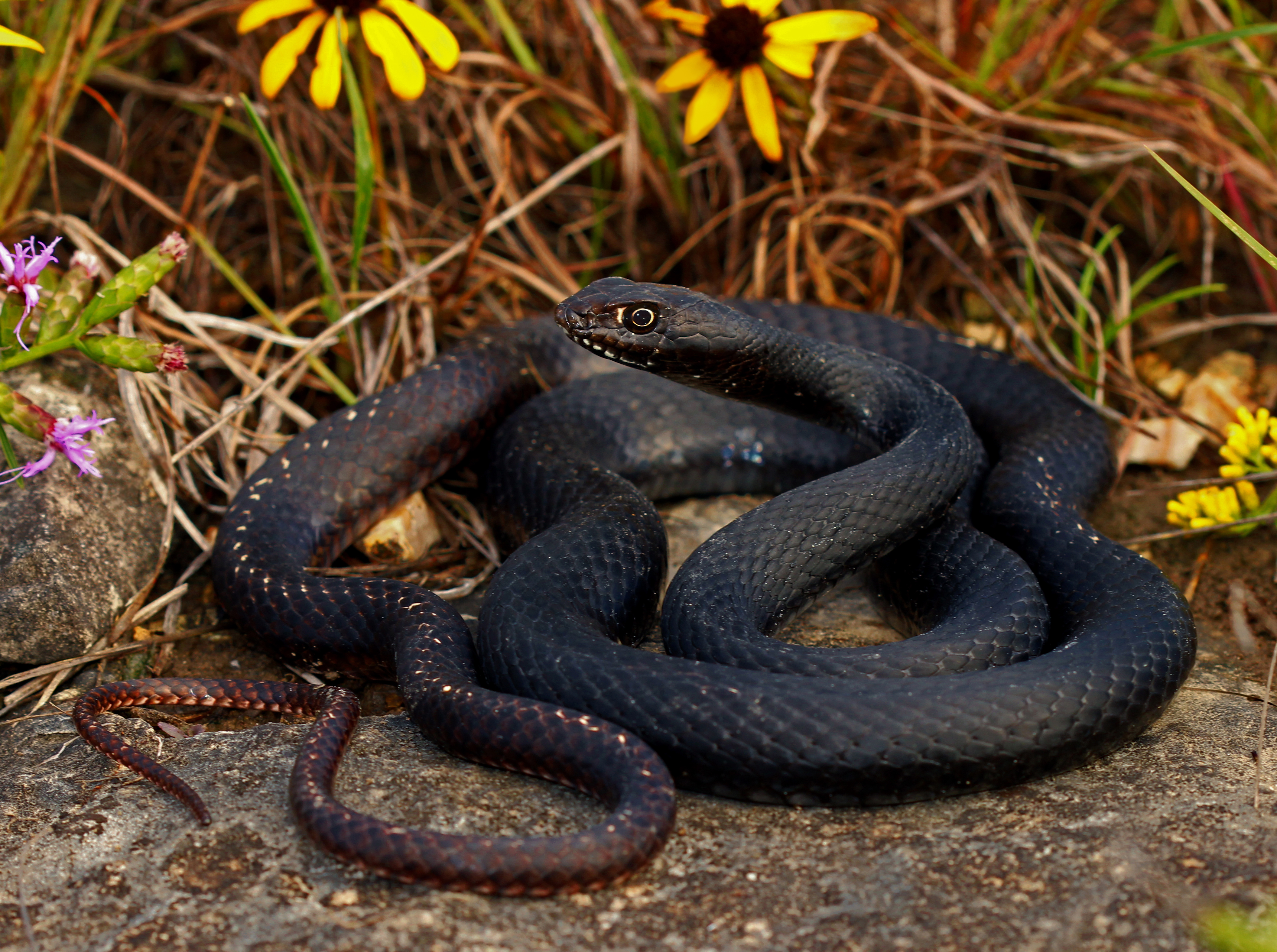
M. f. flagellum, Condado de Jefferson, Missouri
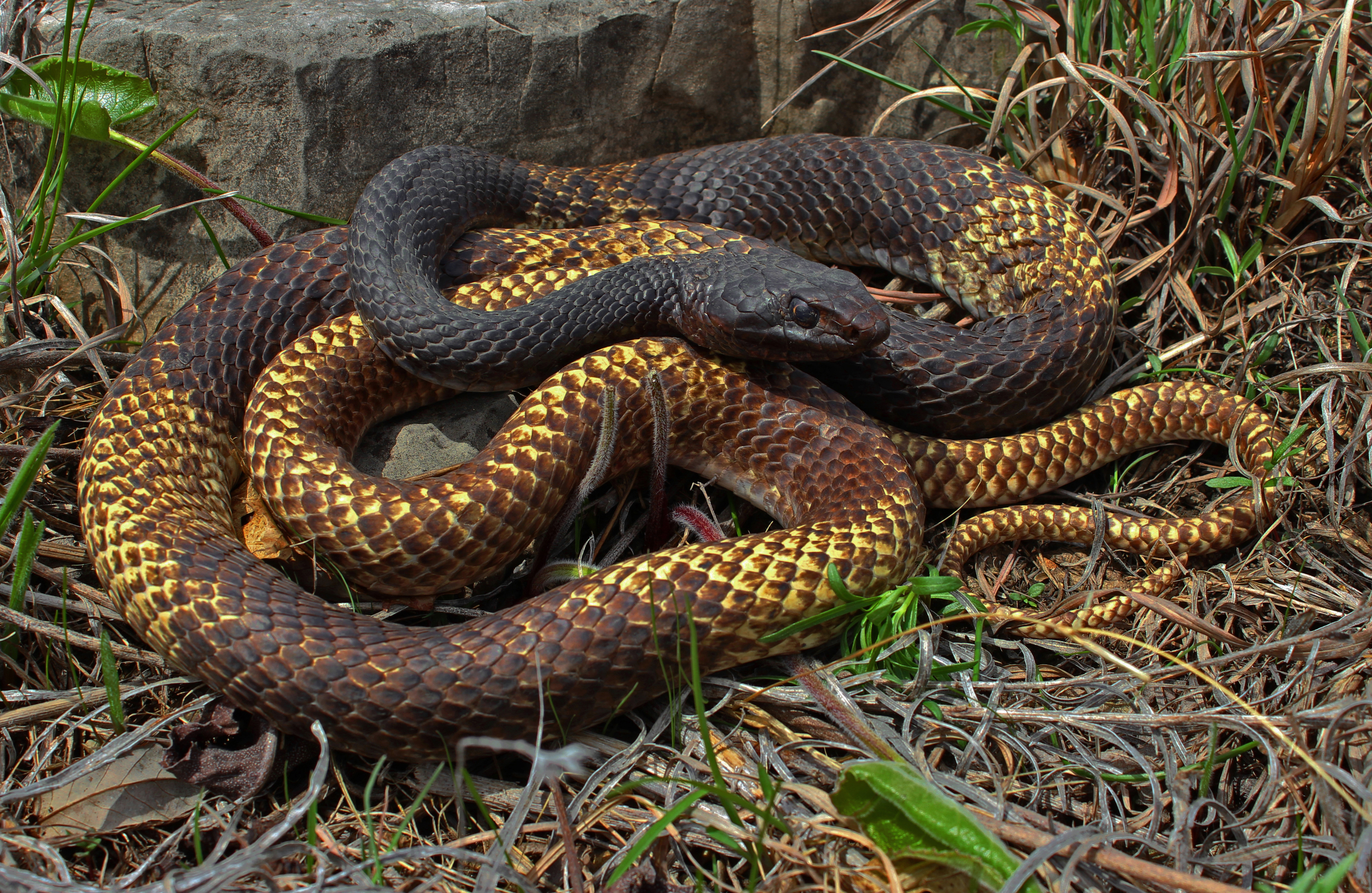
M. f. flagellum, Condado de Taney, Missouri
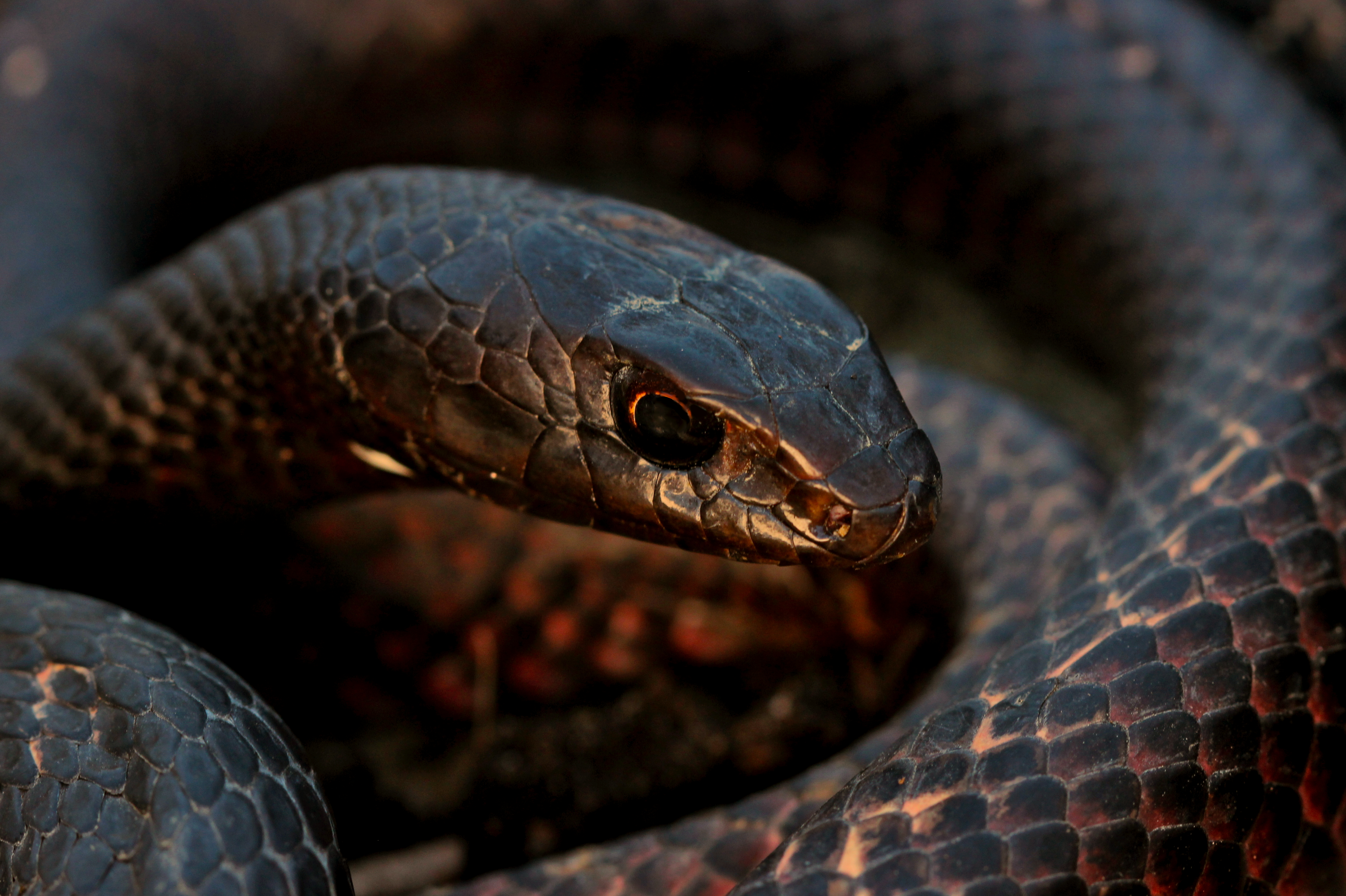
Cabeça de uma M. f. flagellum dos Montes Ozark, Missouri
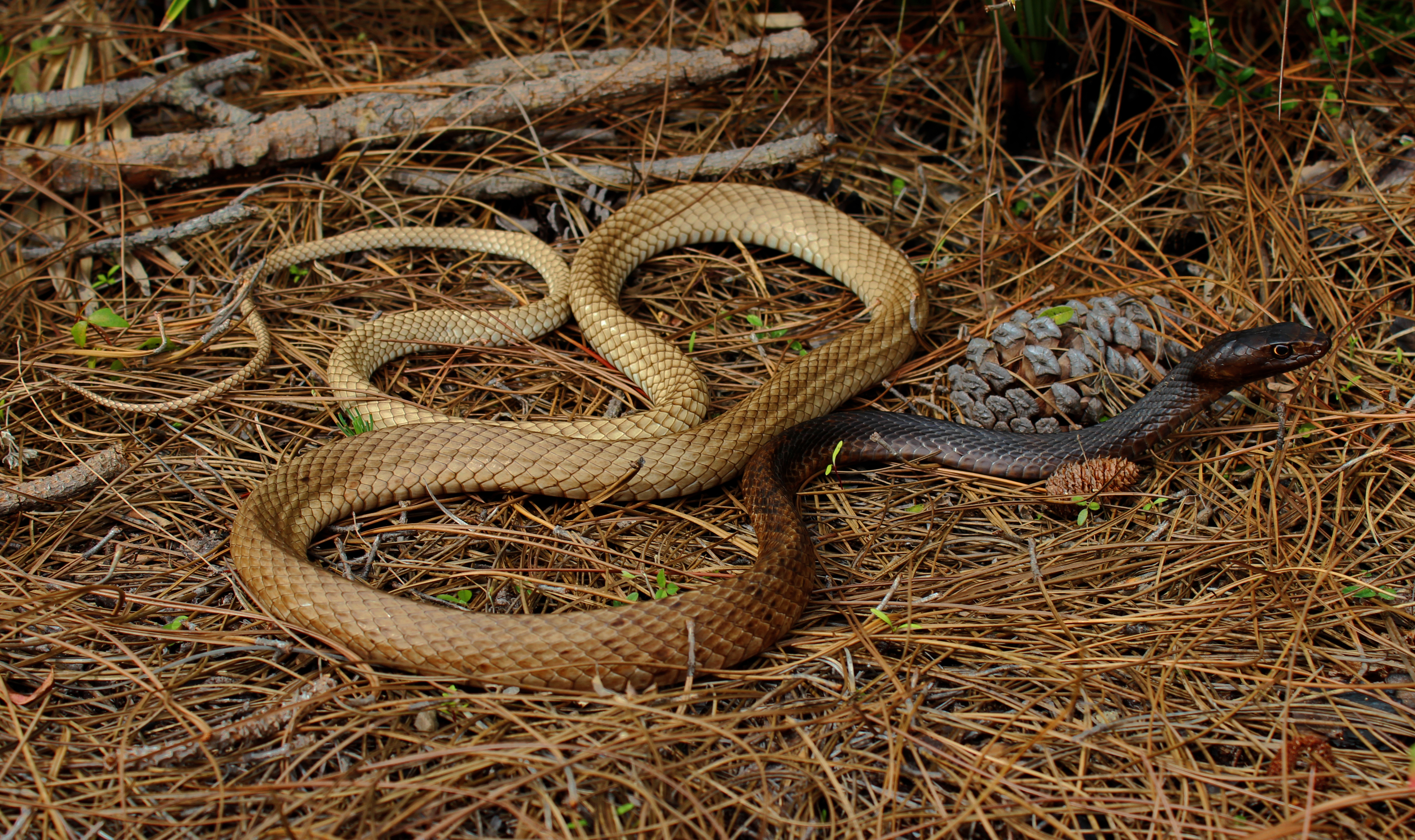
M. f. flagellum, Flórida
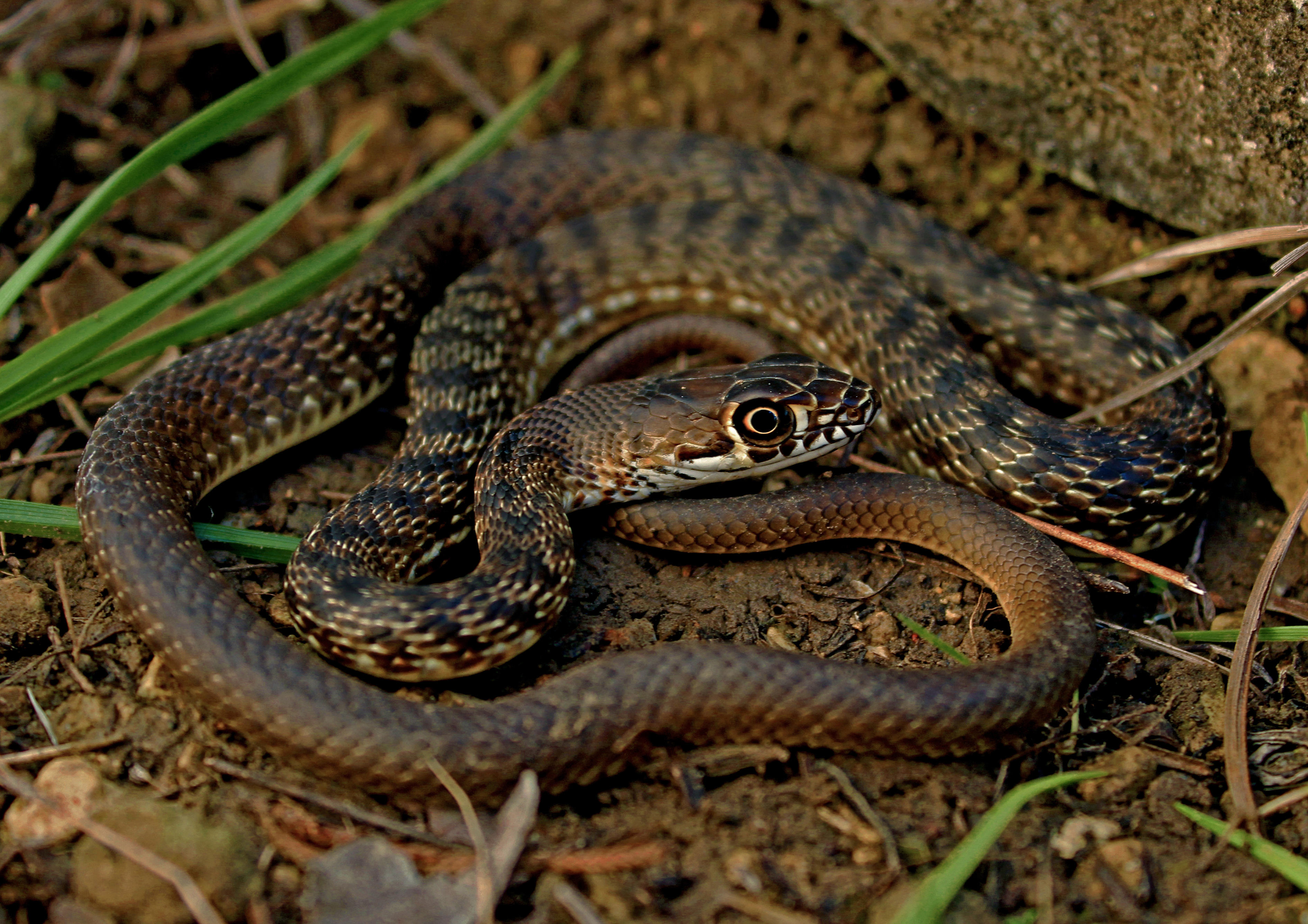
Filhote de M. f. flagellum, Condado de Jefferson, Missouri
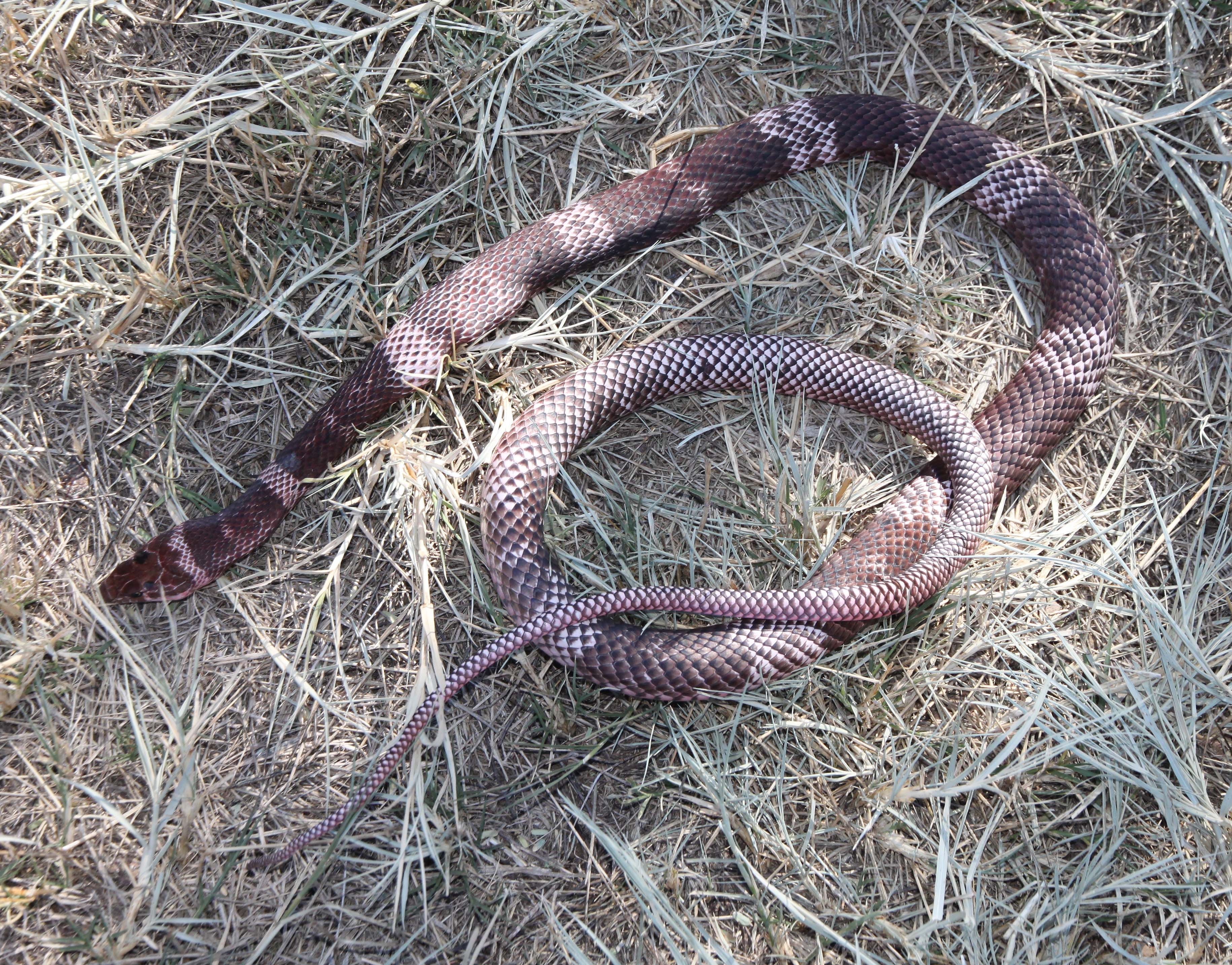
M. f. cingulum, Nogales, Arizona
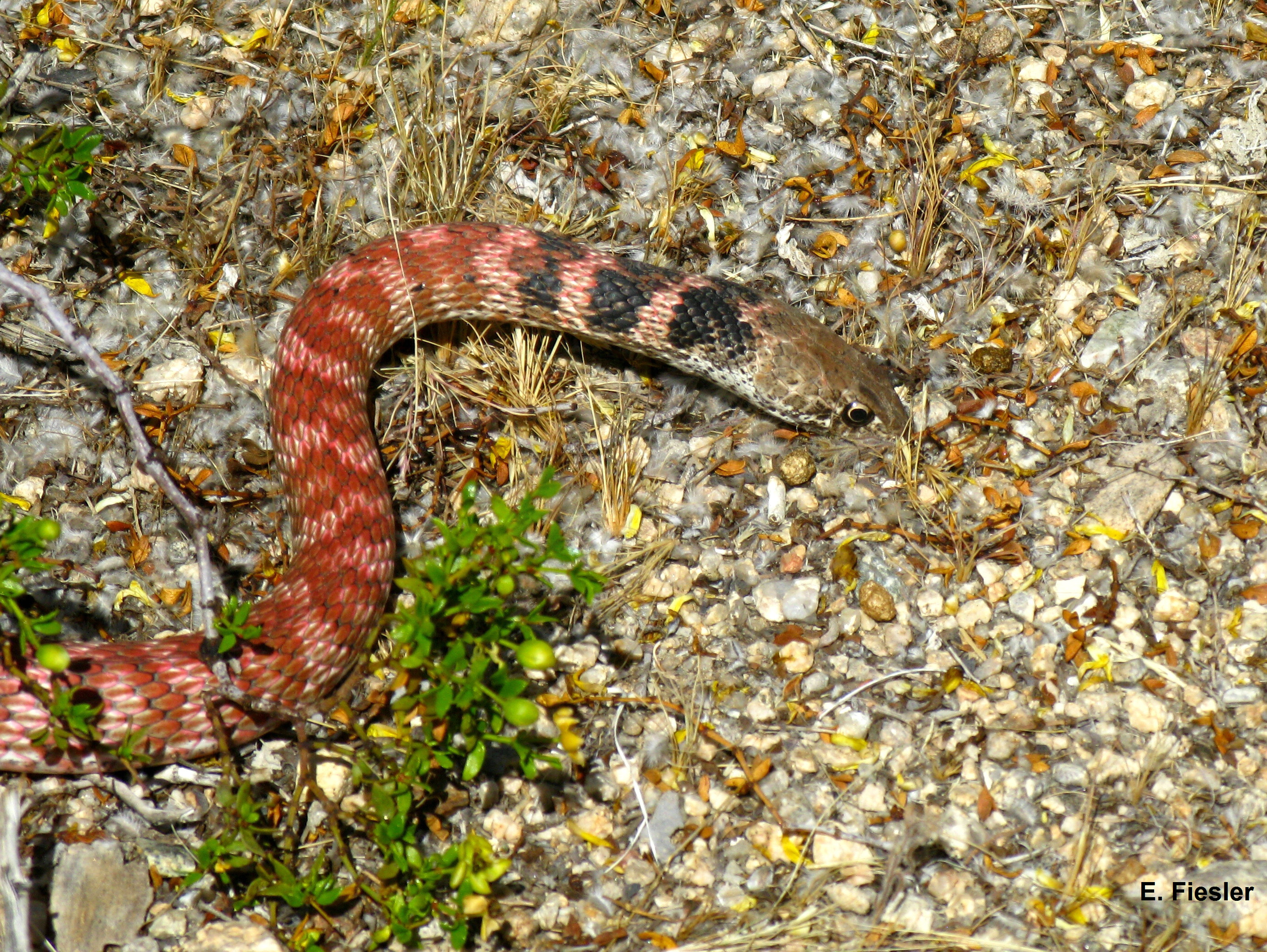
M. f. piceus, Parque Nacional Joshua Tree, Califórnia
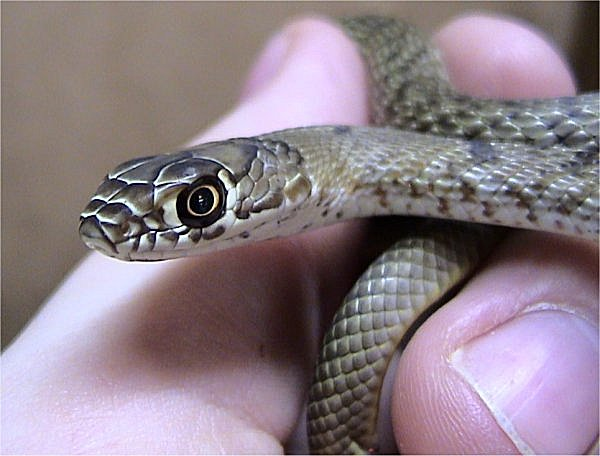
Filhote de M. f. testaceus
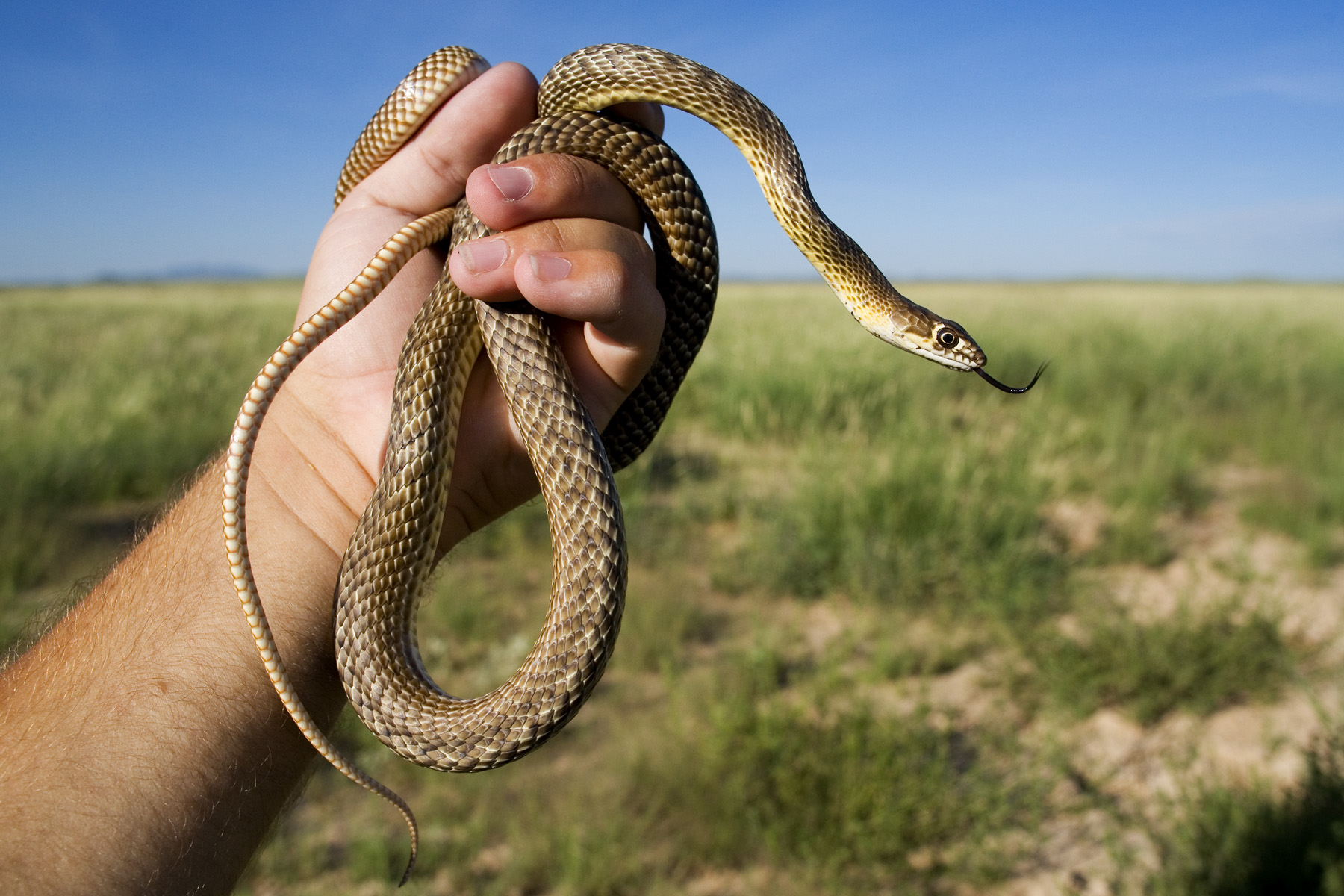
M. f. testaceus, Condado de Grant, Novo México